# شریک زندگی (فیلم ۲۰۰۹)
شریک زندگی (به هندی: Life Partner) فیلمی محصول سال ۲۰۰۹ و به کارگردانی رومی جعفری است. در این فیلم بازیگرانی همچون گوویندا، فردین خان، توشار کاپور، جنلیا دی‌سوزا، پراچی دسای، انوپم کهیر، شوما آناند ایفای نقش کرده‌اند.